# 유럽 단일 시장

유럽 단일 시장( - 單一市場, 영어: European single market, European internal market, European common market)은 유럽 연합(EU)과 유럽 자유 무역 연합(EFTA)으로 이루어진 단일 시장이다. 스위스는 유럽 자유 무역 연합의 회원국이면서도 유럽 경제 지역에 참여하지 않았으나, 별개의 협약으로 단일 시장에 참여중이다.

## 같이 보기
- 유럽 연합법
- 러시아 벨라루스 연맹국